# Le Plessis-Grohan
Le Plessis-Grohan ist eine französische Gemeinde mit 928 Einwohnern (Stand: 1. Januar 2022) im Département Eure in der Region Normandie. Sie gehört zum Arrondissement Évreux und zum Kanton Évreux-3. Die Einwohner werden Grohannais und Grohannaises genannt.

## Geografie
Le Plessis-Grohan liegt etwa sieben Kilometer südsüdwestlich des Stadtzentrums von Évreux.
Umgeben wird Le Plessis-Grohan von den Nachbargemeinden Les Baux-Sainte-Croix im Norden und Westen, Guichainville im Nordosten, Grossœuvre im Osten, Chambois im Süden und Südosten, Sylvains-Lès-Moulins im Süden und Südwesten sowie Les Ventes im Westen.

## Bevölkerungsentwicklung
| Jahr                       | 1962 | 1968 | 1975 | 1982 | 1990 | 1999 | 2006 | 2019 |
| Einwohner                  | 296  | 286  | 459  | 648  | 625  | 675  | 730  | 911  |
| Quellen: Cassini und INSEE |      |      |      |      |      |      |      |      |

## Sehenswürdigkeiten
- Kirche Saint-Pierre